# K.C. Martel
K.C. Martel, all'anagrafe Kevin Christopher Martel (Ottawa, 14 settembre 1967), è un attore canadese.

## Biografia
Nel 1981 interpreta il ruolo di Eddie Munster, il piccolo lupo mannaro della Famiglia Munster, figlio della vampira Lily e del mostro di Frankenstein Herman Munster, nel film per la televisione diretto da Don Weis, The Munsters' Revenge.
Nel 1982 recita nel film di fantascienza E.T. l'extra-terrestre diretto da Steven Spielberg, dove interpreta Greg, uno degli amici del fratello di Elliott (Henry Thomas), protagonista del film.

## Filmografia

### Cinema
- The Amityville Horror, regia di Stuart Rosenberg (1979)
- Compleanno in casa Farrow (Bloody Birthday), regia di Ed Hunt (1981)
- E.T. l'extra-terrestre (E.T. the Extra-Terrestrial), regia di Steven Spielberg (1982)
- Una gita pericolosa (White Water Summer), regia di Jeff Bleckner (1987)

### Televisive
- Wonder Woman – serie TV, episodio 2x05 (1977)
- La famiglia Mulligan (Mulligan's Stew) – serie TV, 7 episodi (1977)
- Mad Bull, regia di Walter Doniger e Len Steckler – film TV (1977)
- The Bob Newhart Show – serie TV, episodio 6x18 (1978)
- Having Babies III, regia di Jackie Cooper – film TV (1978)
- Lucan – serie TV, episodio 1x10 (1978)
- CHiPs – serie TV, episodi 2x05-4x03 (1978-1980)
- You Can't Do That on Television – serie TV, episodi sconosciuti (1979)
- The Power Within, regia di John Llewellyn Moxey – film TV (1979)
- Portrait of a Stripper, regia di John A. Alonzo – film TV (1979)
- Fantasilandia (Fantasy Island) – serie TV, episodio 3x10 (1979)
- Aunt Mary, regia di Peter Werner – film TV (1979)
- Il dono (The Gift), regia di Don Taylor – film TV (1979)
- La famiglia Bradford (Eight Is Enough) – serie TV, 8 episodi (1979-1980)
- I novellini (The Associates) – serie TV, episodio 1x09 (1980)
- Doppia identità (Fugitive Family), regia di Paul Krasny – film TV (1980)
- Il vendo del sud (Beulah Land), regia di Virgil W. Vogel e Harry Falk – miniserie TV, episodio 1x02-1x03 (1980)
- The Munsters' Revenge, regia di Don Weis – film TV (1981)
- Trapper John (Trapper John, M.D.) – serie TV, episodio 2x14 (1981)
- Giorno per giorno (One Day at a Time) – serie TV, episodi 6x09-8x15 (1981-1983)
- McClain's Law – serie TV, episodi 1x08-1x09 (1982)
- ABC Weekend Specials – serie TV, episodio 5x05 (1982)
- CBS Afternoon Playhouse – serie TV, episodio 5x02 (1982)
- A cuore aperto (St. Elsewhere) – serie TV, episodio 2x07 (1983)
- La piccola grande Nell (Gimme a Break!) – serie TV, episodio 3x16 (1984)
- Things Are Looking Up, regia di Jeff Bleckner – film TV (1984)
- Il mio amico Ricky (Silver Spoons) – serie TV, episodio 3x01 (1984)
- Autostop per il cielo (Highway To Heaven) – serie TV, episodio 1x11 (1984)
- The Best Times – serie TV, 6 episodi (1985)
- Genitori in blue jeans (Growing Pains) – serie TV, 19 episodi (1985-1992)
- Shell Game – serie TV, episodio 1x06 (1987)
- ABC Afterschool Specials – serie TV, episodio 16x02 (1987)

## Doppiatori italiani
Nelle versioni in italiano delle opere in cui ha recitato, K. C. Martel è stato doppiato da:
- Christian Fassetta in La famiglia Bradford
- Francesco Pezzulli in Una gita pericolosa
- Flavio Aquilone in E.T. l'extra-terrestre (ridoppiaggio)